# نسيم شاذلي
نسيم شاذلي (بالفرنسية: Nassim Chadli) مواليد (28 يوليو 2001 في Bagnols-sur-Cèze ‏ في فرنسا) هو لاعب كرة قدم مغربي في مركز الهجوم مع نادي الوداد الرياضي.

## وصلات خارجية
- نسيم شاذلي على موقع قاعدة بيانات كرة القدم.إي يو (الإنجليزية)
- نسيم شاذلي على موقع Soccerway.com (الإنجليزية)